# In de hal van de Bergkoning
In de hal van de Bergkoning is een kort deel uit de toneelmuziek Peer Gynt van de Noorse componist Edvard Grieg. Het stuk wordt ook wel de Trollendans genoemd. In het verhaal achter de muziek komt hoofdpersoon Peer in het land van de trollen terecht. Op mysterieuze wijze weet hij aan de monsters te ontsnappen terwijl de zaal van de Bergkoning instort door het geluid van de kerkklokken.

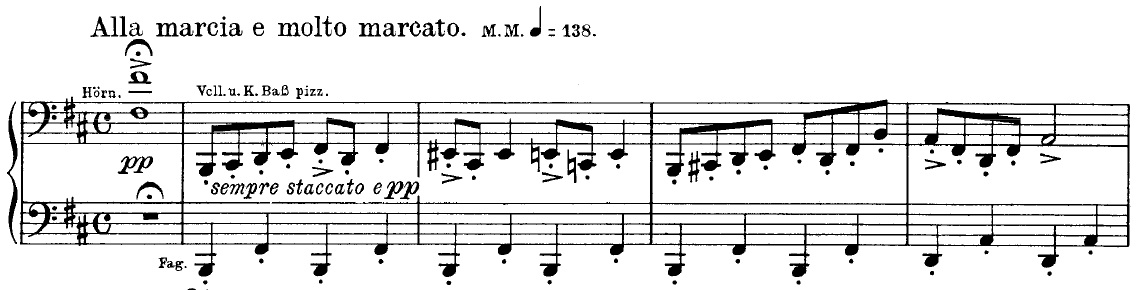
De openingsmaten

De Noorse titel is I Dovregubbens hall. Dat betekent: in de zaal van de oude man van de Dovrefjell, een bergplatau.
De muziek is de opening van de vierde scène uit de tweede acte. In de later geformeerde Peer Gyntsuite is het stuk het vierde deel van de eerste suite.
Het stuk kenmerkt zich door een krachtige korte melodie die steeds herhaald wordt. De hoorns kondigen het stuk aan. Daarna begint het wijsje met een koddig effect in de fagotten en met pizzicati van de strijkers. Het thema wordt door een steeds voller wordende instrumentatie (eerst hobo's, daarna klarinetten en dwarsfluiten) tot een climax verwerkt. Sommige musicologen spreken van een ‘verkort Bolero-effect’.
In de hal van de Bergkoning is wereldberoemd geworden door het veelvuldige gebruik in film, toneel en reclame. Zo heeft het Electric Light Orchestra op hun album On the third day een instrumentale versie van dit muziekstuk opgenomen.